# Кодайра, Нао
Нао Кодайра (яп. 小平 奈緒 Кодайра Нао, род. 26 мая 1986, в городе Тино, префектура Нагано) — японская конькобежка, олимпийская чемпионка 2018 года, серебряный призёр Олимпийских игр 2010 и 2018 года, 4-кратная чемпионка мира, двукратная чемпионка Азиатских игр.

## Спортивная карьера
Нао Кодайра начала кататься на коньках в возрасте 3-х лет в Тино при поддержке её старшей сестры. Во 2-м классе младшей средней школы Тино она установила школьный рекорд девочек в средней школе на 500 метров. А в средней школе Ина Ниши выиграла 500 и 1000 метров. После поступления в Университет Синсю начала тренироваться у Юки Масахиро и стала выигрывать внутренние соревнования.
Кодайра в ноябре 2006 года дебютировала в соревнованиях Кубка мира. Лучшее достижение в том году — 3-е место на этапе в Нагано, в забеге на 1000 м. А также впервые участвовала на чемпионате мира в Солт-Лейк-Сити и заняла 13-е место на дистанции 1000 метров. В октябре 2007 года Нао Кодайра стала чемпионкой Японии на дистанции 1000 м.
На следующий год поднялась уже на 12-е место на дистанции 1000 метров на чемпионате мира в Нагано. В октябре 2009 года Кодайра выиграла Всеяпонский чемпионат на дистанциях 500, 1000 и 1500 метров. В январе 2010 года на чемпионате мира в Обихиро поднялась на высокое 4-е место в многоборье.
На Олимпиаде-2010 в Ванкувере стала серебряной медалисткой в командной гонке. В индивидуальных соревнованиях заняла 12 место на дистанции 500 м и 5 место на дистанциях 1000 и 1500 м. На чемпионате Японии она вновь была первой на дистанциях 500 и 1000 метров. На Зимних Азиатских играх 2011 года стала бронзовой призёркой на дистанции 1500 метров.
Кодайра заняла 6-е место в многоборье на чемпионате мира в Херенвене в конце января 2011 года, а на чемпионате мира в Инцелле смогла добраться до 5-го места в забеге на 500 метров. На чемпионате Японии она заняла 1-е места на дистанциях 500, 1000 и 1500 метров и следующие 2 года также занимала самые высокие места на национальном чемпионате.
2014 год Нао начала с участия в чемпионате мира в Нагано, где заняла 5-е место в общем зачёте, а через месяц на зимних Олимпийских играх в Сочи в финале забега на 500 метров заняла 4-е место, на дистанции 1000 метров стала 12-й. После олимпиады она тренировалась в Нидерландах в 2014 и 2015 годах под руководством голландской конькобежки Марианны Тиммер. В 2015 году Кодайра выиграла бронзовую медаль на дистанции 500 метров на чемпионате мира в Херенвене.
Успешным стал для Кодайры 2017 год, в котором завоевала золотые медали в спринтерском многоборье на чемпионате мира в Калгари, на чемпионате мира в Канныне на дистанции 500 метров и на зимних Азиатских играх в Саппоро в забегах на 500 и 1000 метров. В конце сезона выиграла «золото» на Кубке мира на дистанции 500 метров.
14 февраля на зимних Олимпийских играх в Пхёнчхане Кодайра завоевала серебряную медаль на дистанции 1000 м метров, а 18 февраля выиграла золотую медаль на дистанции 500 м метров, и стала первой японской спортсменкой, завоевавшей золотую олимпийскую медаль в конькобежном спорте на дистанции 500 метров и стала самой возрастной японской спортсменкой, завоевавшей золотую медаль на зимних Олимпийских играх. Она была знаменосцем Японии на церемонии закрытия зимних Олимпийских игр 2018 года. После игр Нао рассчитывала выиграть и чемпионат мира в Чанчуне, но неудачное падение в забеге на 1000 метров оставили её только на 20-м месте в многоборье.
Сезон 2018/19 Кодайра начала с серии побед на Кубке мира на дистанциях 500 и 1000 метров, а в феврале выиграла серебряную и бронзовую медали на дистанциях 500 и 1000 метров на чемпионате мира в Инцелле и золотую медаль в многоборье на спринтерском чемпионате мира в Херенвене. На Кубке мира она стала 2-й на дистанции 500 метров и 3-й на 1000 метров.
Через год на чемпионате мира в Солт-Лейк-Сити Кодайра выиграла золотую медаль на дистанции 500 метров, следом на чемпионате мира в Хамаре поднялась на 2-е место в общем зачёте, уступив только своей напарнице по команде Михо Такаги. В классификации Кубка мира она заняла в очередной раз 1-е место на дистанции 500 метров.
В октябре 2021 года Кодайра выиграла чемпионат Японии в Нагано на отдельных дистанциях в беге на 500 метров в 7-й раз подряд и 12-й раз за карьеру. Уже в ноябре и декабре выиграла на двух этапах Кубка мира, 21 ноября в Ставангере была 1-й в беге на 500 метров, а 11 декабря в Калгари финишировала 1-й на 1000-метровке.
Кодайра неудачно выступила на зимних Олимпийских играх в Пекине в феврале 2022 года, заняв 17-е место на дистанции 500 метров и 10-е место на дистанции 1000 метров. В марте она завершила сезон Кубка мира на 2-м месте в беге на 500 метров и 3-е на 1000 метров, а в апреле заявила об уходе из спорта в октябре 2022 года после национального чемпионата.

## Личная жизнь
Нао Кодайра в 2009 году окончила Университет Синсю в Мацумото в степени бакалавр по специальности образование. Также имеет лицензию учителя младших классов средней школы. Она, пока соревновалась, заочно работала в качестве сотрудника Центра профилактики и лечения спортивной инвалидности при больнице Дзисенкай Айдзава, Фонда Социальной медицинской корпорации. Она любит фотографировать, готовить, гулять, изучает голландский язык, играет на фортепиано. В 2018 году Международный конькобежный центр «Chino Sports Park» в её родном городе Тино был переименован в «Nao Ice Oval» в знак признания достижений в спорте. В 2020 году она работала волонтером в «Yamadaino Orchards» в Нагано.

## Награды
- 2010 год — удостоена почётной награды Chino Citizen в Японии
- 2014 год — удостоена награды JOC за особые достижения
- 2016 год — награждена наградой за выдающиеся достижения Японского олимпийского комитета [JOC]
- 2017 — получила награду лучшей спортсменки на ежегодной церемонии награждения Олимпийского комитета Японии
- 2018 — награждена почетной наградой гражданина Мацумото
- 2018 — награждена почетной наградой гражданина префектуры Нагано
- 2018 — награждена специальной почетной наградой гражданина Тино
- 2018 — награждена специальной наградой мэра Нагано
- 2018 — получила награду «Народная награда» от премьер-министра Японии
- 2019 — получила награду «Big Sports Award» на 53-й церемонии вручения премии Asahi TV Big Sports Awards в Японии
- 2019 — избрана одним из символов Олимпийского комитета Японии [JOC]

## Спортивные достижения
| Год  | Чемпионат Азии Спринт | Чемпионат Азии отдельные дистанции | ЧМ спринт | ЧM на отдельных дистанциях    | Олимпийские игры                                    | Кубок мира                      |
| ---- | --------------------- | ---------------------------------- | --------- | ----------------------------- | --------------------------------------------------- | ------------------------------- |
| 2002 | 23e                   | 18e 500 м 32e 1000 м               |           |                               |                                                     |                                 |
| 2003 | 18e                   | 11e 500 м 13e 1000 м               |           |                               |                                                     |                                 |
| 2004 | 31e                   | 12e 500 м 13e 1000 м               |           |                               |                                                     |                                 |
| 2005 | 15e                   | 11e 500 м 11e 1000 м               |           |                               |                                                     |                                 |
| 2006 |                       |                                    |           |                               |                                                     |                                 |
| 2007 | 5e                    | 500 м · 1000 м                     |           | 13e 1000 м                    |                                                     | 12e 500 м 10e 1000 м            |
| 2008 |                       |                                    |           | NC1 500 м 12e 1000 м          |                                                     | 22e 500 м 23e 1000 м            |
| 2009 |                       |                                    |           |                               |                                                     | 24e 500 м 30e 1000 м 5e 1500    |
| 2010 |                       |                                    | 4e        |                               | 12e 500 м · 5e 1000 м · 5e 1500 м · командная гонка | 6e 500 м 8e 1000 м 17e 1500 м   |
| 2011 |                       |                                    | 5e        | 8e 500 м 16e 1000 м           |                                                     | 5e 500 м 4e 1000 м 30e 1500 м   |
| 2012 |                       |                                    | 13e       | 18e 500 м 12e 1000 м          |                                                     | 6e 500 м 14e 1000 м 24e 1500 м  |
| 2013 |                       |                                    | 22e       | 6e 500 м 16e 1000 м           |                                                     | 7e 500 м 14e 1000 м 40e 1500 м  |
| 2014 |                       |                                    | 5e        |                               | 5e 500 м 13e 1000 м                                 | 5e 500 м 9e 1000 м 32e 1500 м   |
| 2015 |                       |                                    | NS2       | 500 м · 11e 1000 м            |                                                     | 500 м · 23e 1000 м · 10e 1500 м |
| 2016 |                       |                                    | 8e        | 6e 500 м                      |                                                     | 11e 500 м 19e 1000 м            |
| 2017 |                       |                                    | 1         | 500 м · 1000 м                |                                                     | 500 м · 4e 1000 м · 27e 1500 м  |
| 2018 |                       |                                    | NS4       |                               | 500 м · 1000 м · 6e 1500 м                          | 4e 500 м 6e 1000 м 27e 1500 м   |
| 2019 |                       |                                    | 1         | 500 м · 1000 м                |                                                     | 500 м · 1000 м                  |
| 2020 |                       |                                    | 2         | 500 м · 6e 1000 м · 9e 1500 м |                                                     | 500 м · 1000 м · 15e 1500 м     |
| 2021 |                       |                                    |           |                               |                                                     |                                 |
| 2022 |                       |                                    |           |                               |                                                     |                                 |